# 刘刚 (1963年8月)
刘刚 (1963年8月—)，材料学家，研究方向为小分子化合物化学库等。中国教育部“长江学者”特聘教授，参与“863”、“973”等多个中国国家重点项目，出版《新药研究中的组合化学》，申请专利数十项。

## 生平
1994年获得北京医科大学药学院博士学位。1994年至1997年先后在军事医学科学院毒物药物研究所和斯克里普斯研究所从事博士后研究。后在加州大学戴维斯分校工作。
2000年起在中国医学科学院药物研究所工作，2011年起在清华大学任教。

## 学生兼职
Journal of Medicinal Chemistry、《中国药物化学杂志》、《中国药学》（英文版）、《药学学报》、《中国病毒病杂志》等期刊编委
中国药学会药物化学专业委员会委员和药学教育专业委员会委员，教育部高等学校药学类专业教学指导委员会委员等